# Dick in a Box
Dick in a Box è il singolo d'apertura dell'album di debutto Incredibad del gruppo comedy rap The Lonely Island.
Il brano vede la collaborazione del cantante solista Justin Timberlake.

## Tracce
1. Dick in a box (feat. Justin Timberlake) - 2:41

## Video
Nel videoclip del brano, Samberg e Timberlake devono fare un regalo di Natale alle rispettive fidanzate (interpretate da Maya Rudolph e Kristen Wiig). La loro idea consiste in tre passi: 1. fare un buco in una scatola; 2. mettere il proprio pene nella scatola; 3. far aprire la scatola alla ragazza. Successivamente mostrano, inoltre, come un regalo del genere sia adatto per qualsiasi festa od occasione. Alla fine del video, i due vengono arrestati e portati via dalla NYPD, probabilmente per atti osceni.

### Sequel
Il video di Dick in a Box ha due sequel: Motherlover e 3-Way (The Golden Rule).